# 英徳市
英徳市（えいとくし）は中華人民共和国広東省清遠市に位置する県級市。過去「英州」とも呼ばれた。広東省内最大の県級行政区である。

## 歴史
前111年（元鼎6年）、前漢により湞陽・含洭両県が設置される。1195年（慶元元年）、南宋が府制を施行した際に英徳府が設置され、元代に英徳州、明代に英徳県に改められた。中華人民共和国が成立した後は韶関市の管轄に置かれたが、1988年に清遠市の管轄となり、更に1994年に県級市に昇格し現在に至る。

## 行政区画
下部に1街道、23鎮を管轄する
- 街道
  - 英城街道
- 鎮
  - 沙口鎮、望埠鎮、橋頭鎮、青塘鎮、白沙鎮、大站鎮、西牛鎮、九竜鎮、浛洸鎮、大湾鎮、石灰鋪鎮、石牯塘鎮、横石塘鎮、横石水鎮、連江口鎮、波羅鎮、大洞鎮、黎渓鎮、水辺鎮、英紅鎮、東華鎮、黄花鎮、下[石太]（石偏に太。dài）鎮

## 産業
英徳市には39種の鉱物資源が発見されており、硫黄、鉄、金、銀、銅、亜鉛、石炭など、埋蔵量が豊かとされる。市域には典型的なカルスト地形が見られ、石灰岩を多く産出する。近年のセメント工業の発展で、現在広東省で最大のセメント生産基地となり多数のセメント工場が操業し、環境汚染の根源ともなっている。
英徳市はまた、観賞用石材の名産地となっており、「英徳石（または英石）」は中国四大鑑賞石の一つとなっている。
米、サトウキビ、タケノコなどの農業が盛ん。茶の生産も多く、「英徳紅茶」は中国五大紅茶の一つとして、イギリス女王の来客用として供されたことがある。また、レイシの香りを付けた茘枝紅茶も作られている。

## 交通
- 鉄道：京広線が通っており、市街地の東に英徳駅が設置されている。

高速鉄道の武広旅客専用線も通っており、市街地の西に英徳西駅が設置された。
- 高速道路：G4京珠高速道路が域内の東寄りを南北に通る。

## 観光
- 宝晶宮：燕子岩山脈にある石灰岩の鍾乳洞。馬壩人より時代が古い原人の頭蓋骨が発見されている。
- 英西峰林走廊：九龍鎮近辺にある奇岩風景地区。観音谷・如来峰など自然の奇岩を見立てたものが観光地になっている。
- 英徳大峡谷
- 南山風景区